# Halimium lasianthum subsp. lasianthum
Halimium lasianthum subsp. lasianthum é uma subespécie de planta com flor pertencente à família Cistaceae. Trata-se de um caméfito (ou seja, um subarbusto ou uma planta herbácea peréne, com as gemas de renovo acima da superfície do solo) de folhas lanosas, daí o nome lasianthum (lasios = lanudo; que tem lã + anthos= flor), e flores amarelas, que podem apresentar máculas nas pétalas.
A autoridade científica da subespécie é (Lam.) Spach, tendo sido publicada em Ann. Sci. Nat., Bot. ser. 2 6: 366 (1836).
O seu nome comum é piloto.

## Portugal
Trata-se de uma subespécie presente no território português, nomeadamente em Portugal Continental, mormente as regiões da Estremadura e do Alentejo. Prefere terrenos ermos arnados, húmidos e de solos ácidos, prozando entre urzais, sargaçais e pinhais.
Em termos de naturalidade é nativa da região atrás indicada.

## Protecção
Não se encontra protegida por legislação portuguesa ou da Comunidade Europeia.